# Roberto Soriano
Roberto Soriano, född 8 februari 1991 i Darmstadt, är en tysk-italiensk fotbollsspelare som spelar som mittfältare för Bologna och Italiens fotbollslandslag.
Soriano föddes i den tyska staden Darmstadt till en familj från Sperone, Avellino, Italien.